# Національний історико-культурний заповідник «Чигирин»
Націона́льний істо́рико-культу́рний запові́дник «Чигири́н» — заповідник розташований в Чигиринському районі Черкаської області. Історико-культурний потенціал заповідника унікальний. Тут зберігаються пам'ятки різних часів, але найбільша частина їх пов'язана з історією козацтва та становленням державності українського народу.
Чигирин — перша столиця України часів гетьмана Богдана Хмельницького, село Суботів — його родинний маєток.
Чигиринщина була одним із центрів гайдамацького руху. Мотронинський монастир в Холодному Яру відіграв ключову роль у повстанні гайдамаків — Коліївщині, котре охопило значні території Правобережної України.

## Склад заповідника
Заповідник охоплює: місто Чигирин, села Суботів, Стецівка, Медведівка, а також дубово-ясеневе урочище Холодний Яр та Атаманський парк.
На території заповідника розташовані 35 пам'яток археології, історії, архітектури, етнографії, мистецтва, природи, які входять до складу заповідника.

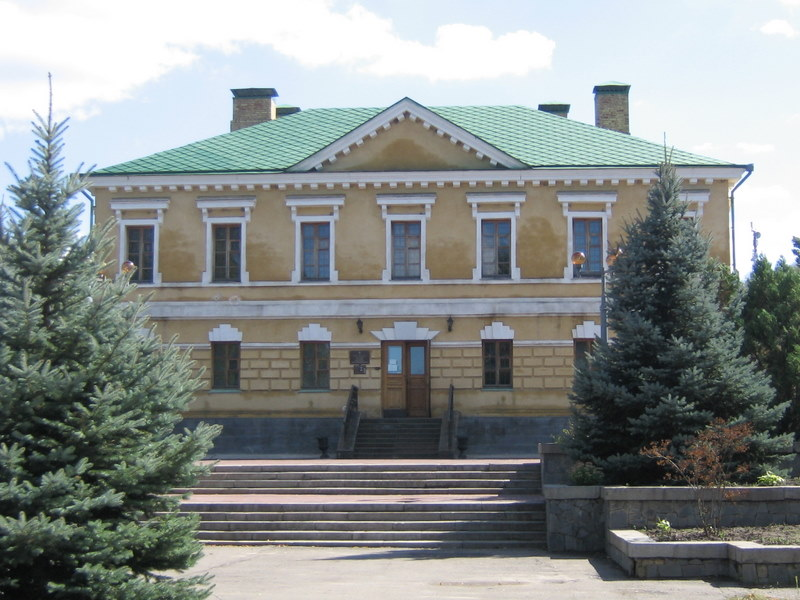
Музей Богдана Хмельницького

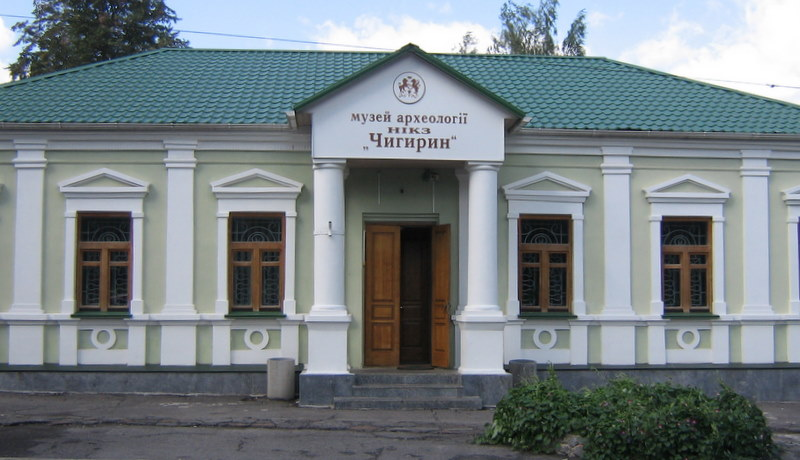
Археологічний музей

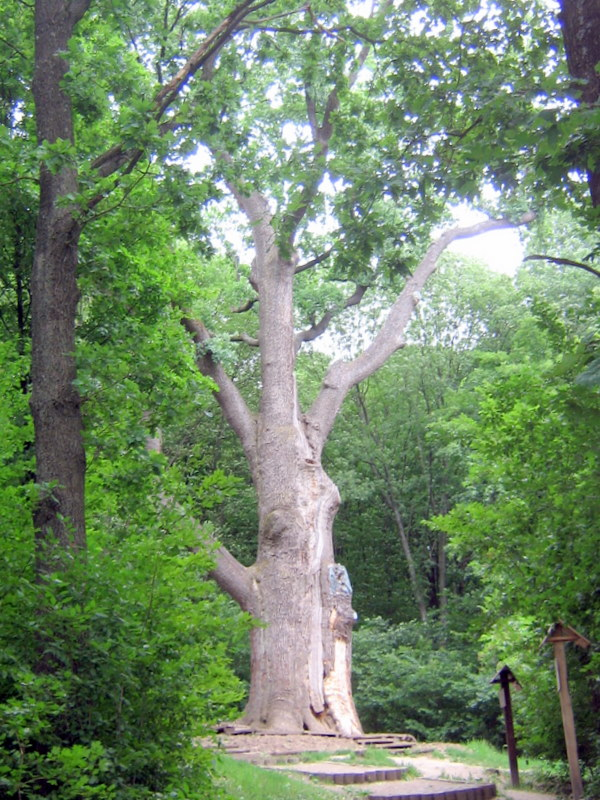
Дуб Максима Залізняка

Серед них: Замкова гора Б. Хмельницького, Дуб Максима Залізняка, Сухі колодки, Три криниці, Залізнякова криниця та інші.
У заповіднику працює 5 музеїв:
- Музей Богдана Хмельницького в Чигирині
- Музей археології НІКЗ «Чигирин»
- Суботівський історичний музей
- Медведівський краєзнавчий музей
- Етнографічний музей «Українська хата кін. XIX-поч. ХХ ст.» — в с. Стецівці

Ведуться роботи по створенню нових музеїв та музеєфікованих комплексів:
- в Чигирині — музею зброярства в башті Дорошенка на Богдановій горі,
- в Стецівці — музею млинарства просто неба,
- в Суботові — музейного павільйону над підмурками будинку Б.Хмельницького;
- в Холодному Яру — по музеєфікації залишків житла та зовнішнього оборонного валу і рову Мотронинського городища скіфського часу.

Територія заповідника складається з 18 ділянок заповідника та 5 ділянок окремих пам'яток, що розташовані за межами заповідника, і становить 1249,65 га. Його території, межі та охоронні зони визначені Генеральною схемою зон охорони Чигиринського історико-культурного заповідника (1991) та Генеральним планом розвитку Національного історико-культурного заповідника «Чигирин», розробленим Державним науково-дослідним інститутом теорії та історії архітектури і містобудування (2001).
Ділянки заповідника мають різне призначення:
- території та охоронні зони пам'яток,
- адміністративні приміщення, музеї, виробнича база заповідника;
- території майбутніх туристсько-рекреаційних об'єктів.

У заповіднику працює 1 філіал, 10 наукових відділів та 1 науковий сектор:
- Філіал «Холодний Яр»;
- науково-дослідний відділ охорони пам'яток історії, культури та природи;
- науково-дослідний відділ масово-освітньої роботи;
- відділ фондів;
- відділ відродження народних промислів зі студією «Творчість»;
- відділ комп'ютерного програмування;
- відділ ландшафтно-паркової архітектури «Богданова гора»;
- відділ «Музей Богдана Хмельницького»;
- відділ «Суботівський історичний музей»;
- відділ «Стецівський етнографічний музей»;
- відділ «Археологічний музей»;
- сектор археологічних досліджень.

У заповіднику є наукова бібліотека, в якій сьогодні нараховується вже близько 4,5 тисяч одиниць, та науковий архів. Роботу наукових відділів заповідника забезпечують фінансово-економічний відділ та великий господарчий відділ, який має сучасну матеріально-технічну базу, необхідний парк автотранспорту і технічне устаткування.
На 01.01.2004 р. в фондах заповідника налічувалось більше 23000 одиниць зберігання.

## Історія створення
Національний історико-культурний заповідник «Чигирин» створений 7 березня 1989 р. згідно з Постановою Ради Міністрів УРСР № 77 «Про оголошення комплексу пам'яток історії, культури та природи міста Чигирина, с. Суботова і урочища Холодний Яр у Черкаській області Державним історико-культурним заповідником» з метою вивчення, збереження та відтворення національно-культурної спадщини та пам'яток природи одного з своєрідних регіонів України — Чигиринщини.
Основними завданнями заповідника були визначені
- виявлення, дослідження та охорона пам'яток історії, культури та природи району;
- збереження та відновлення історико-культурного середовища пам'яток і пам'ятних місць у межах заповідника;
- популяризація та ефективне використання в науково-дослідній, науково-освітній, експозиційній роботі пам'яток та музейних колекцій регіону;
- відродження народних промислів;
- створення умов для туризму та відпочинку відвідувачів заповідника.

Подальший розвиток заповідника був визначений Постановою Кабінету Міністрів України від 19 травня 1992 року № 254 «Про Чигиринський Державний історико-культурний заповідник».
23 вересня 1995 року, під час відзначення 400-річчя від дня народження Богдана Хмельницького Указом Президента України заповіднику було надано статус національного.
Нові можливості щодо розбудови козацької столиці — Чигирина і заповідника відкриває затверджена Кабінетом Міністрів України 2 червня 2004 р. Комплексна програма розвитку історико-архітектурного комплексу «Резиденція Б. Хмельницького» на 2004—2010 рр., яка передбачає відтворення історичного центру середньовічного міста.

## Архітектурно-археологічні дослідження
За час існування заповідника на його території проведені значні науково-дослідні роботи. В 1989—1994 рр. до відзначення 400-річчя від дня народження Б. Хмельницького здійснені комплексні архітектурно-археологічні дослідження на Замковій горі та в центрі м. Чигирина, в Іллінській церкві та на Замчищі в с. Суботові.

## Реставрація та відтворення історичних пам'яток
Національний історико-культурний заповідник «Чигирин» послідовно здійснює реставрацію та відтворення історичних пам'яток.
- Протягом 1992—1994, 1996—2000 рр. були проведені 2 черги робіт по реставрації Іллінської церкви — пам'ятки архітектури XVII ст. національного значення. В 1995 р. на основі архівних матеріалів відновлено її первісний іконостас.
- У м. Чигирині була завершена І-ша черга відбудови бастіону Дорошенка — частини середньовічної Чигиринської фортеці.
- В 1994—1995 рр. проведені роботи по відтворенню комплексу «Присутственних місць» (повітової управи) кінця XVIII — початку XIX ст. (проект архітектора І. Кедріна). В будинках комплексу розміщено музей Б. Хмельницького та службові приміщення НІКЗ «Чигирин».
- В 1995 р. на місці козацького цвинтаря XVII ст. побудовано каплицю Святої Покрови (проект архітектора С. Кілессо), яка стала окрасою історичного центру Чигирина.
- Протягом 2000—2003 рр. проводилась III черга реставраційних робіт: в с. Суботові зведена підпірна стіна Замчища Б. Хмельницького, реставрована пам'ятка гідрології та історії «Три криниці», в с. Стецівці здійснено реконструкцію млина та будинків етнографічного комплексу «Козацький хутір», завершуються роботи по відтворенню козацької дерев'яної церкви Святого Миколая XVIII ст.

## Дослідження і популяризація пам'яток
Важливим напрямком роботи науковців заповідника є дослідження і популяризація пам'яток історії, культури та природи, музейних колекцій.
- В 2003 р. завершені роботи по створенню постійної експозиції залу № 1 музею Б. Хмельницького, реекспозиція Медведівського краєзнавчого музею, проводиться колекційний збір експонатів для будинків етнографічного села «Козацький хутір» на території туристично-етнографічного комплексу с. Стецівки.
- Протягом 1995—2004 рр. музеями заповідника організовано і проведено більше 60 виставок. Значного розголосу набула Міжнародна виставка «Атрибути гетьманської влади. Особисті речі Б. Хмельницького із музеїв Європи», що проводилась за сприяння Всеукраїнського Фонду інтелектуальної співпраці «Україна — XXI століття».

## Колектив заповідника
Адміністрація заповідника розташована за адресою: Україна, Черкаська область, м. Чигирин, вул. Грушевського, 26.
З дня заснування НІКЗ «Чигирин» його очолює заслужений працівник культури України, лауреат Державної премії 1997 р. Полтавець Василь Іванович. За цей час був сформований творчий колектив молодих науковців, які досліджують теми, пов'язані з історичними подіями краю та його пам'ятками.

## Науково-освітня робота
Силами науковців проведені науково-практичні конференції: «Історичний феномен Чигиринського краю» (2001 р.), «Свідок козацької слави: погляд крізь століття» до 350-річчя церкви Св. Іллі в с. Суботові (2003 р.). Вони постійно беруть участь у конференціях, наукових читаннях, круглих столах, що проводяться у містах Києві, Білій Церкві, Лубнах, Черкасах, Кіровограді, Каневі, Одесі та інших містах України.
В заповіднику склалася система науково-освітньої роботи. Для учнів різних вікових категорій розроблені цикли занять, лекції, бесіди, які охоплюють теми, тісно пов'язані з рідним краєм: «Козацькому роду нема переводу», «Моє рідне село», «Українська хата», «Життя і побут українського народу», «Стежками заповідника», «Історія стародавнього Чигирина» та ін. Для учнів спеціалізованих шкіл розроблені авторські програми з історії рідного краю.
Заповідник є ініціатором проведення історичних вікторин, конкурсів дитячої творчості. Науковці заповідника постійно займаються удосконаленням туристичного обслуговування. Розширюється сітка автомобільних та пішохідних туристичних маршрутів. Відвідувачам пропонуються тематичні екскурсії, відпочинок у природно-ландшафтних зонах. Щорічно заповідник відвідує 40000 туристів, їх кількість постійно зростає.

## Популяризація діяльності
Адміністрація НІКЗ «Чигирин» займається популяризацією діяльності закладу: видані буклети, листівки, які знайомлять з пам'ятками Чигиринщини.
- В 2002 р. вийшли з друку: науковий часопис «Пам'ятки України», присвячений діяльності заповідника та історії краю, часопис «Національний історико-культурний заповідник „Чигирин“: історія, сьогодення, майбуття».
- В 2003 р. — збірки наукових статей «Історичний феномен Чигиринського краю», «Свідок козацької слави: погляд крізь століття (до 350-річчя церкви Святого Іллі в с. Суботові)».

Науковці закладу мають численні публікації у наукових збірках. Матеріали про діяльність заповідника постійно висвітлюються в засобах масової інформації.
НІКЗ «Чигирин» — порівняно молодий науковий заклад, але він має всі можливості, щоб стати потужним науково-дослідним і методичним центром в Центральній Україні по вивченню, збереженню, охороні та популяризації багатої історичної спадщини українського народу.